# Кузминец (Расиња)
Кузминец је насељено место у саставу општине Расиња у Копривничко-крижевачкој жупанији, Хрватска. До територијалне реорганизације у Хрватској налазио се у саставу старе општине Копривница.

## Становништво
На попису становништва 2011. године, Кузминец је имао 299 становника.

## Попис1991.
На попису становништва 1991. године, насељено место Кузминец је имало 365 становника, следећег националног састава:
| Попис 1991.‍  | Попис 1991.‍  | Попис 1991.‍ | Попис 1991.‍ | Попис 1991.‍ |
| ------------ | ------------ | ----------- | ----------- | ----------- |
|              |              |             |             |             |
| Хрвати       | Хрвати       |             | 341         | 93,42%      |
| Југословени  | Југословени  |             | 5           | 1,36%       |
| Руси         | Руси         |             | 1           | 0,27%       |
| неопредељени | неопредељени |             | 2           | 0,54%       |
| непознато    | непознато    |             | 16          | 4,38%       |
| укупно: 365  |              |             |             |             |